# Troparjovo (stanice metra v Moskvě)
Troparjovo (rusky Тропарёво) je stanice metra v Moskvě, od 8. prosince 2014 do 18. ledna 2016 byla konečnou stanicí Sokolničeské linky. Pojmenovaná je podle čtvrti, ve které se nachází.

## Charakter stanice
Stanice je hloubená jednolodní mělce založená s ostrovním nástupištěm v hloubce 12 m pod zemí. Stanice má dva podzemní vestibuly, které navazují na podchod pod Leninským prospektem, výstupy jsou na obě strany Leninského prospektu, dále do Ruské ulice a k Troparjovskému lesoparku. Stanici denně využije asi 27 000 cestujících. 18. ledna 2016 došlo k prodloužení linky o jednu stanici Rumjancevo a v únoru 2016 byla prodloužena o další stanici Salarjevo.